# Chormudż
Chormudż (pers. خورموج) – miasto w Iranie, w ostanie Buszehr. W 2011 roku liczyło 34 944 mieszkańców.